# Stobenstraße 24 (Quedlinburg)

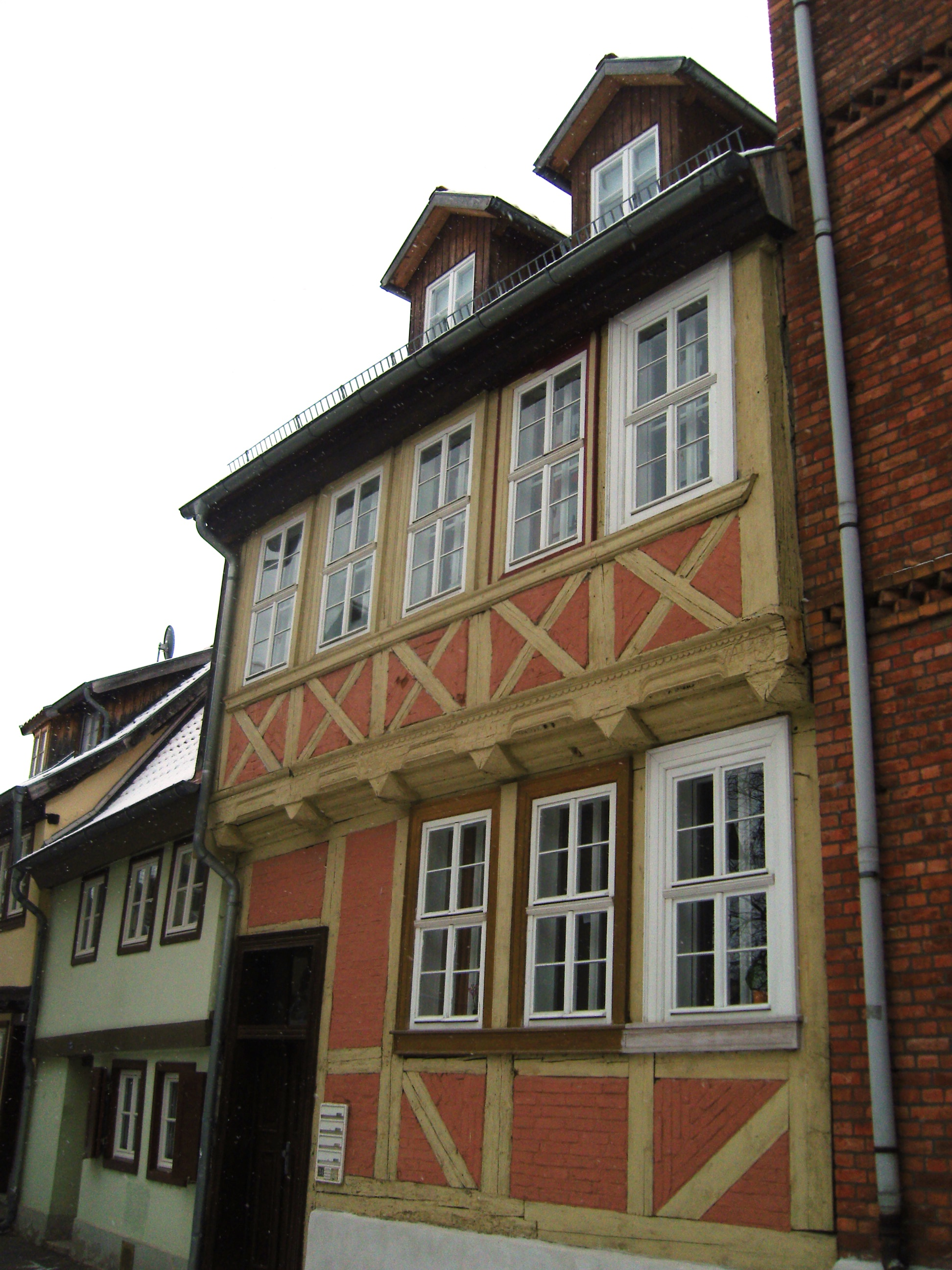
Haus Stobenstraße 24

Das Haus Stobenstraße 24 ist ein denkmalgeschütztes Gebäude in der Stadt Quedlinburg in Sachsen-Anhalt.

## Lage
Es befindet sich im nordwestlichen Teil der historischen Quedlinburger Neustadt und gehört zum UNESCO-Weltkulturerbe. Im Quedlinburger Denkmalverzeichnis ist es als Wohnhaus eingetragen.

## Architektur und Geschichte
Das zweigeschossige Fachwerkhaus wurde nach einer am Gebäude befindlichen Inschrift im Jahr 1685, nach anderen Angaben 1686 errichtet. Es ist damit das älteste weitgehend in seiner ursprünglichen Form erhaltene Gebäude der Straße. Die Inschrift enthält neben einem Wappen auch die Initialen A B. Es wird angenommen, dass damit auf dem Quedlinburger Zimmermeister Andreas Besen als Baumeister verwiesen wird. Die Fachwerkfassade verfügt über vielfältige Schmuckelemente. So bestehen profilierte Füllhölzer und Brüstungsbohlen. Weiterhin bestehen Pyramidenbalkenköpfe, Schiffskehlen, Andreaskreuze und Brüstungsstreben. Außerdem sind die Gefache mit Zierausmauerungen versehen.